# Offleben
Offleben ist ein Ortsteil der Stadt Helmstedt im Landkreis Helmstedt in Niedersachsen. Überregionale Bedeutung erlangte der Ort durch das Braunkohlekraftwerk Offleben, das bis zum Jahr 2002 in Betrieb war.

## Geografie
Offleben liegt ca. 10 km südlich der Kernstadt Helmstedt. Die nächstgelegene Stadt Schöningen befindet sich in westlicher Richtung in ca. 5 km Entfernung. Der Ort befindet sich unmittelbar an der Grenze zum Land Sachsen-Anhalt und grenzt an den Tagebau Schöningen des Helmstedter Braunkohlereviers. Über die östlich verlaufende Bundesstraße 245a, die zur Bundesstraße 1 und Bundesautobahn 2 führt, ist Offleben an das Bundesfernstraßennetz angebunden. Offleben lag an der Bahnstrecke Eilsleben–Schöningen.

## Geschichte
Das Dorf Offleben wurde bereits im 9. Jahrhundert erstmals urkundlich erwähnt. Über viele Jahre war es im Besitz des Klosters Riddagshausen. Bis in das 19. Jahrhundert war die Landwirtschaft prägend für den Ort. Insbesondere der Zuckerrübenanbau wurde intensiv betrieben.
Mit dem Beginn der großflächigen Braunkohleförderung zum Ende des 19. Jahrhunderts veränderte sich auch die Bevölkerungsstruktur des Ortes. Auf Grund des verstärkten Zuzuges von Arbeitskräften für den Tagebaubetrieb wurden Wohnsiedlungen für Bergleute durch die Braunschweigische Kohlen-Bergwerke AG (BKB) in den 1920er und 1930er Jahren geschaffen. Die BKB errichtete darüber hinaus 1936 ein Schwelwerk, das bis zum Jahr 1967 zur Weiterverarbeitung der Braunkohle genutzt wurde. Ein Teil des Ortes gehörte bis 1945 nicht zum Freistaat Braunschweig, sondern als selbständige Gemeinde Preußisch Offleben zum benachbarten Preußen, Provinz Sachsen, Landkreis Haldensleben.

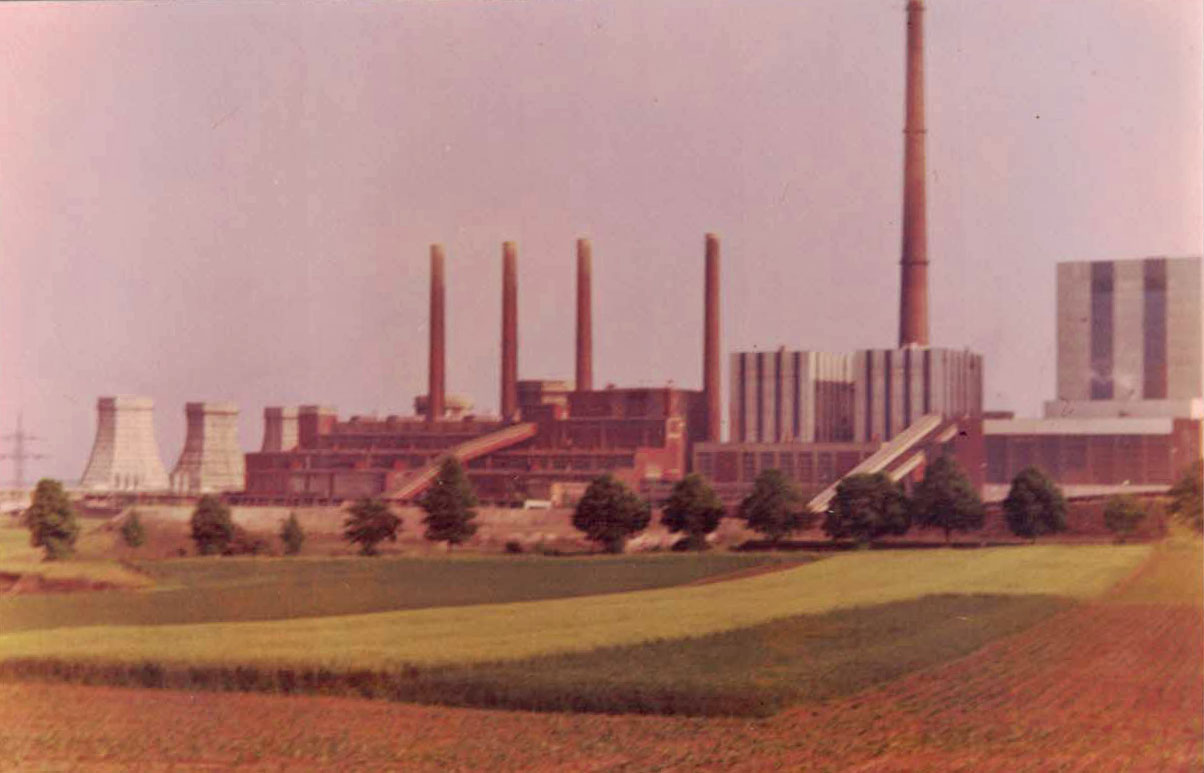
Kraftwerk Offleben um 1978

Nach dem Zweiten Weltkrieg lag Offleben unmittelbar an der Innerdeutschen Grenze zur DDR, wobei nun Preußisch Offleben in die britische Besatzungszone einbezogen wurde. Da das auf östlicher Seite liegende Kraftwerk Harbke nicht mehr von der BKB genutzt werden konnte, wurde am Ortsrand von Offleben ein Braunkohlekraftwerk gebaut, dessen erster Block im Jahr 1954 in Betrieb gehen konnte. Durch den Aufschluss der Tagebaue Alversdorf, Helmstedt und Schöningen veränderte sich auch das Landschaftsbild um den Ort erheblich.
Am 1. April 1971 wurden Teile der aufgelösten Gemeinde Alversdorf aufgenommen. Am 1. März 1974 wurde Offleben zusammen mit den Gemeinden Neu-Büddenstedt und Reinsdorf in die neue Gemeinde Büddenstedt eingegliedert, die zum 1. Juli 2017 mit Helmstedt fusionierte.
Mit der Stilllegung des Tagebaues Helmstedt im Jahr 2002 wurde auch der letzte der drei Kraftwerksblöcke mit einer Leistung von 325 Megawatt abgeschaltet.

## Religionen

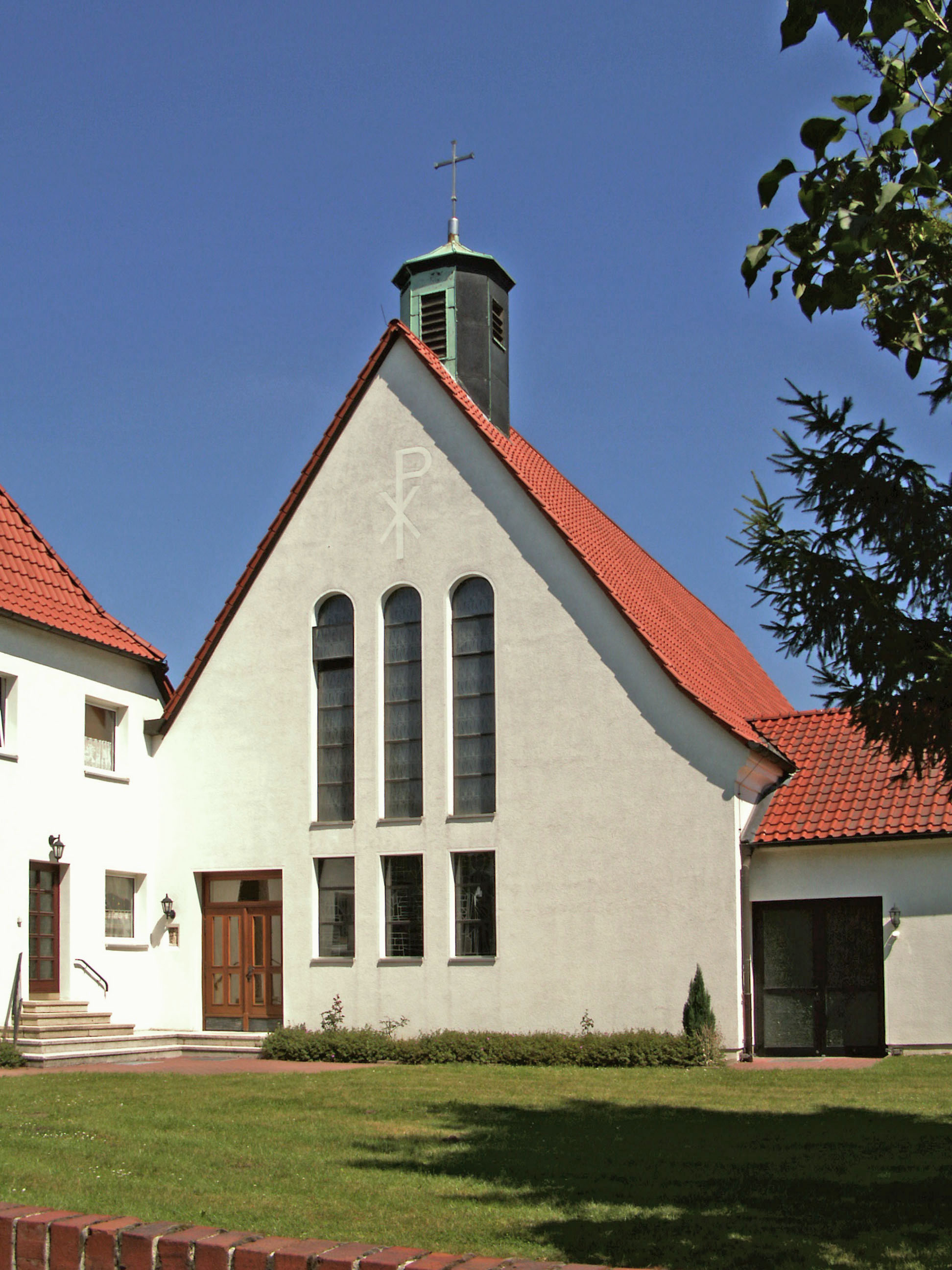
Ehemalige katholische Kirche Heilige Familie

Die evangelisch-lutherische Kirche St. Georg (Kirchstraße 3) gehört zum Pfarrverband Offleben, der die gesamte Gemeinde Büddenstedt umfasst und zur Propstei Helmstedt gehört.
Die katholische Kirche Heilige Familie an der Alversdorfer Straße wurde 1932/33 erbaut und später um das angrenzende Kolpingheim ergänzt. 2015 wurde die Kirche profaniert, zuletzt gehörte sie zur Pfarrgemeinde Maria Hilfe der Christen in Schöningen. Vor dem Bau der Kirche wurde bereits eine 1924 errichtete Holzbaracke als Notkirche genutzt. Heute finden die nächstliegenden katholischen Gottesdienste in jeweils rund vier Kilometer Entfernung in St. Barbara (Büddenstedt) und St. Joseph und Augustinus (Hötensleben) statt.

## Politik
| Ortsrat 2021–2026Insgesamt 9 Sitze - SPD: 3 - CDU: 2 - HWG: 4  |
| Ortsratswahl 2021 %50403020100 47,09 %26,02 %26,89 % HWGCDUSPD |

Der Ortsrat Offleben vertritt die Orte Offleben, Reinsdorf und Hohnsleben.

## Persönlichkeiten, die in Offleben gewirkt haben
- Dietrich Kuessner, von 1963 bis 1999 Pfarrer der evangelisch-lutherischen Kirchengemeinde Offleben